# Stepan Bandera
Stepan Andrijovič Bandera (in ucraino Степан Андрійович Бандера?; Staryj Uhryniv, 1º gennaio 1909 – Monaco di Baviera, 15 ottobre 1959) è stato un politico e militare ucraino, figura di estrema destra e leader dell'OUN-B, fazione radicale militante dell'Organizzazione dei Nazionalisti Ucraini (OUN), e comandante dell'Esercito Insurrezionale Ucraino (UPA).

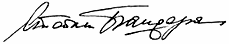
Firma di Bandera

Attivo nelle organizzazioni nazionaliste ucraine sin da giovane, nel 1936 fu condannato a morte in Polonia per il suo coinvolgimento nell'assassinio (nel 1934) del ministro dell'interno polacco Bronisław Pieracki; la pena fu poi commutata in ergastolo. Evaso dal carcere nel 1939 a seguito dell'invasione e conquista della Polonia da parte della Germania nazista, si trasferì a Cracovia, capoluogo del Governatorato Generale.
Pur in seno ad una politica collaborazionista, per Bandera fu imprescindibile l'indipendenza dell'Ucraina, per proclamare la quale parve occasione propizia l'invasione tedesca dell'Unione Sovietica nel 1941. La Germania nazista risultò invece infastidita dal tentativo di restaurazione, nel territorio appena occupato, di uno Stato ucraino indipendente con a capo Jaroslav Stec'ko, anche se dichiaratamente allineato al progetto nazista. Il rapporto con i tedeschi fu perciò complicato e segnato da arresti che costarono a Bandera anche l'internamento nel lager di Sachsenhausen. Nel 1944 fu liberato affinché conducesse azioni di sabotaggio contro l'Armata Rossa.
A guerra finita, riparò in Germania Ovest con moglie e figli, sotto protezione alleata. Fu assassinato a Monaco di Baviera da un agente del KGB nel 1959.
Figura controversa della storia ucraina contemporanea, nell'ovest del paese Bandera è esaltato da alcuni come eroe nazionale, mentre a sud-est, tra la minoranza russa, è ricordato come traditore fascista e alleato di Hitler.
Nel 2010, il presidente ucraino Viktor Juščenko gli conferì l'onorificenza postuma di Eroe dell'Ucraina, revocata nel 2011 sulla base di una sentenza della Corte amministrativa distrettuale di Donec'k.
Nonostante si ritenga che, insieme ai suoi seguaci, abbia forti responsabilità nel massacro di civili polacchi e nell'Olocausto in Ucraina, si tratta di una figura centrale del nazionalismo ucraino. La sua famiglia subì pesanti ritorsioni dai sovietici e dai polacchi, oltre che dagli stessi tedeschi.

## Biografia

### Infanzia e adolescenza
Nacque nel 1909 nel villaggio galiziano di Staryj Uhryniv, nell'allora Regno di Galizia e Lodomiria, in Austria-Ungheria, figlio di Andrij e di Myroslava Glodzins'ka. A Staryj Uhryniv il padre, sacerdote uniate cattolico, esercitava le funzioni di parroco, nelle quali era succeduto al suocero Volodymyr Glodzins'kyj.
Cresciuto in una famiglia patriottica e religiosa, Bandera non frequentò la scuola elementare a causa dello scoppio della prima guerra mondiale e fu educato a casa dai suoi genitori. Dopo la dissoluzione dell'Austria-Ungheria a fine ottobre 1918, la Galizia finì per breve tempo sotto il controllo delle autorità dell'autoproclamata Repubblica Popolare dell'Ucraina Occidentale. Il padre di Bandera, che si unì all'esercito galiziano ucraino come cappellano, fu attivo nel movimento nazionalista precedente alla guerra polacco-ucraina, che fu combattuta tra il novembre 1918 e il luglio 1919 e si concluse con la sconfitta dell'Ucraina e la conquista polacca della Galizia.
La madre si trasferì con i suoi figli nel villaggio di Jahilnycja, nel distretto di Čortkiv, mentre suo marito Andrij era lontano. L'offensiva di Čortkiv nel giugno 1919 vide inizialmente l'esercito galiziano ucraino avanzare con successo nell'area, ma, a causa dell'inferiorità numerica, furono ben presto respinto dai polacchi oltre il fiume Zbruč. Con l'arrivo dei polacchi e suo marito lontano, Myroslava e i suoi figli iniziarono il viaggio di quasi 100 miglia verso ovest fino a Staryj Uhryniv. Lungo il cammino Myroslava si ammalò e non si riprese mai del tutto. Morì di tubercolosi all'età di 31 anni.
La pubblicazione di Mykola Michnov'skyj del 1900, L'Ucraina indipendente, influenzò notevolmente il giovane Bandera. Dal 1919 al 1927 studiò al ginnasio di Stryj e nel 1922 divenne un membro di Plast, un'organizzazione ucraina giovanile di ispirazione scautistica, diventando poi un affiliato ad una organizzazione studentesca giovanile clandestina; proseguì quindi gli studi presso il Politecnico di Leopoli dal 1928 al 1932, in questo periodo nel 1928 divenne un membro della sezione propaganda e spionaggio dell'Organizzazione Militare Ucraina.

### Adesione all'OUN e carriera
Nel 1931 entrò nell'Organizzazione dei Nazionalisti Ucraini (OUN) e vi fece rapidamente carriera, diventando capo-propaganda nel 1931 nella divisione territoriale occidentale e vicecomandante. Nella conferenza dello OUN a Berlino, avvenuta nel giugno 1933, venne confermato al comando dell'Organizzazione per l'Ucraina Occidentale; nello stesso anno organizzò una campagna studentesca antipolacca. Venne arrestato numerose volte dalla polizia polacca. Per protesta contro l'Holodomor, che aveva stremato la Repubblica Popolare Ucraina, pianificò l'assassinio del console sovietico a Leopoli e nel 1934, a seguito di una risoluzione della conferenza berlinese, programmò l'assassinio del ministro degli interni polacco Bronisław Pieracki, incaricato della campagna di "pacificazione della Galizia", provocando la risposta governativa polacca con arresti di massa del 1934, tra cui lo stesso Bandera, e la sua condanna a morte (13 gennaio 1936), con pena poi convertita in ergastolo in una seconda sentenza a Leopoli. In prigione Bandera tenne diversi scioperi della fame per protestare contro il duro regime carcerario, e finì in isolamento. Fu imprigionato in Polonia nel carcere della Santa Croce di Wronki e poi a Brėst, da cui evase il 13 settembre 1939, poco dopo l'invasione tedesca della Polonia.

### Collaborazione con i nazisti
Dopo l'evasione, si spostò a Cracovia, sede del Governatorato Generale tedesco; lì entrò in contatto con Andrij Mel'nyk, leader dell'OUN. La divergenza di idee e strategie portò però i due ad un aperto conflitto, che ebbe come conseguenza la spaccatura all'interno del movimento indipendentista, con una fazione denominata OUN-M (capitanata da Mel'nyk e di indirizzo più conservatore) ed una denominata OUN-B (capitanata da Bandera e più rivoluzionaria).
Prima della proclamazione dell'indipendenza del 30 giugno 1941, Bandera organizzò e supervisionò i cosiddetti "Gruppi Mobili" (in ucraino, мобільні групи), piccoli gruppi di 5-15 persone che avrebbero avuto il compito di seguire l'avanzata tedesca verso l'Ucraina Orientale, cercare supporto per le attività dell'OUN-B e collocare propri militanti fra le nuove autorità locali. Il numero complessivo di coloro che parteciparono a questi gruppi di propaganda fu di circa 7.000 persone, reclutate anche nei circoli intellettuali; tra questi ultimi troviamo lo scrittore Ivan Bahrianyi ed il poeta Vasyl Barka.

### Dichiarazione d'indipendenza e arresto

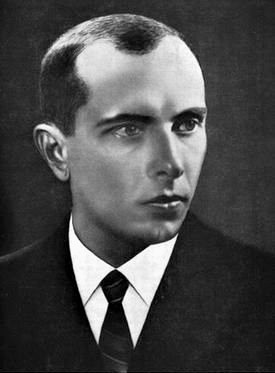
Stepan Bandera

Nell'imminenza dell'Operazione Barbarossa, i tedeschi, diffidando della lealtà di Bandera e preferendogli il capo del Comitato centrale, Volodymyr Kubijovyč, ne prevennero l'ingresso in Ucraina da Cracovia. Il capo dell'OUN-B perse così la possibilità di effettuare di persona la proclamazione con cui, la sera del 30 giugno 1941, a Leopoli, l'organizzazione dichiarò la nascita di un'Ucraina indipendente e apertamente impegnata a collaborare con la Germania. Con l'ingresso a Leopoli, i tedeschi e la milizia ucraina organizzata dall'OUN-B diedero avvio al primo dei due violenti pogrom del luglio 1941.
Il 3 luglio 1941 il sottosegretario di stato al Governatorato Generale Ernst Kundt incontrò a Cracovia Bandera e altri quattro esponenti del governo ucraino autoproclamato. I tedeschi si imposero come "conquistatori", intimarono di desistere dall'iniziativa di instaurazione dello Stato e, pur riconoscendo la legittimità delle aspirazioni ucraine, negarono la loro approvazione da parte di Hitler. Bandera tentò invano di sostenere l'esistenza di un qualche benestare tedesco, finché riconobbe di aver agito senza di esso e, in un tentativo di conciliazione, si adeguò verbalmente alla pretesa tedesca. Il 5 luglio fu comunque arrestato e tradotto a Berlino in Ehrenhaft ("prigionia onorevole"). L'11-12 luglio lo raggiunse Jaroslav Stec'ko, autoproclamato capo del governo ucraino; entrambi furono poi rilasciati con obbligo di presentazione alla polizia. Bandera tornò libero il 14 luglio.
Nel corso del mese, il rapporto tra i tedeschi e l'Organizzazione dei Nazionalisti Ucraini fu segnato dall'insanabilità del dissidio sull'indipendenza, che frustrò le reciproche offerte di cooperazione e produsse in settori dell'OUN-B la tentazione di resistere agli occupanti in nome dello stesso Bandera. I vertici restavano però collaborativi, nonostante l'irriducibile pretesa di sovranità. Il 19 luglio Bandera e Stec'ko, di fronte allo smembramento dell'Ucraina tra Governatorato Generale e Commissariato del Reich, indirizzarono garbate lettere di protesta a Hitler.
A sciogliere l'ambiguità di queste relazioni, scatenando la reazione tedesca, fu a fine agosto l'assassinio di Mykola Scibors'kij dell'OUN-M. Bandera, Stec'ko e altri esponenti di spicco dell'OUN-B, previo ordine di Heydrich, furono arrestati il 15 settembre 1941. Da questo momento, e fino all'autunno 1944, Bandera restò prigioniero dei tedeschi, a Berlino e nella prigione (Zellenbau) del campo di Sachsenhausen. Vi sono in proposito testimonianze discordi su quando e quante volte sia transitato da Berlino al lager.
Bandera, a causa delle sue posizioni razziste e nettamente antisemite, è stato associato anche ai compiuti dall'OUN-B e dall'UPA ai danni di polacchi ed ebrei, molti dei quali deportati o fucilati. La maggior parte di essi avvenne mentre Bandera era impossibilitato a parteciparvi personalmente, in quanto si trovava prigioniero a Berlino ed a Sachsenhausen; esaminando la questione del coinvolgimento di Bandera nei pogrom antiebraici nell'Ucraina occidentale avvenuti nei primi giorni dell'occupazione, lo storico Grzegorz Rossoliński-Liebe scrive che non è noto se Bandera abbia personalmente impartito ordini diretti dopo il 22 giugno 1941 in merito all'uso della violenza contro gli ebrei, né in che misura fosse a conoscenza dei pogrom ebraici in Ucraina. Si sa solo che il 25 giugno ricevette un telegramma da Stec'ko, che segnalava la creazione di unità di milizia ucraine sotto la guida dell'OUN-B, che avrebbero dovuto fornire assistenza nell'"eliminazione degli ebrei"; la corrispondenza in risposta di Bandera non è stata conservata negli archivi. Allo stesso tempo, lo status di "guida" (nella leadership dell'OUN) e il mantenimento dei contatti da parte di Bandera con le unità sul territorio dell'Ucraina danno motivo di credere che i suoi subordinati dovessero coordinare le loro azioni con lui, anche se dopo la detenzione del 29 giugno e soprattutto l'arresto del 5 luglio, e in seguito la detenzione nel lager in Germania da settembre 1941 al 1944, la libertà di comunicazione di Bandera potrebbe essere stata in qualche modo limitata. Secondo Rossolinski-Liebe, Bandera porta comunque, se non la responsabilità legale, perlomeno responsabilità politica, etica e morale dei pogrom del 1941. Gli ultimi massacri di polacchi avvennero invece da parte dell'UPA dopo la liberazione di Bandera. Gli storici aderenti al moderno nazionalismo ucraino come Volodymyr V"jatrovyč sono stati accusati di sminuire o negare l'Olocausto in Ucraina, o di negazionismo verso i massacri di polacchi, onde presentare un'immagine più accettabile o favorevole di Bandera e delle sue organizzazioni. Già nel 1943 l'OUN cominciò ad eliminare i riferimenti antisemiti nelle proprie pubblicazioni e ad accusare tedeschi e polacchi del pogrom di Leopoli.

### Rilascio e nuova collaborazione con i nazisti
Nell'aprile 1944 Bandera e Stec'ko furono avvicinati da un funzionario del RSHA, l'ufficiale delle SS Otto Skorzeny, per discutere di attività di sabotaggio ai danni dell'Armata Rossa. Il 28 settembre Bandera uscì dallo Zellenbau e fu messo agli arresti domiciliari a Berlino, ma ebbe libertà di movimento e contatti in città. Il 14 novembre l'OUN annunciò ufficialmente la sua liberazione. Con il rilascio del capo dell'OUN e di altri prigionieri politici, il regime nazista, di fronte alla sconfitta imminente, sperava di sollevare le popolazioni dell'Europa orientale contro i sovietici in avanzata. Il 5 ottobre 1944 Bandera incontrò il capo dell'Ufficio Centrale delle SS, il generale Gottlob Berger. Questa "conversazione" discusse dela "comprensione" dei nazisti con l'OUN: "Bandera è uno slavo scomodo, testardo e fanatico", scrisse Berger nel suo rapporto. "È devoto alla sua idea fino all'ultimo. In questa fase, è estremamente prezioso per noi, dopodiché, è pericoloso. Odia i russi tanto quanto odia i tedeschi". Bandera fu quindi trasportato a Berlino, presso il quartier generale centrale della Gestapo. Lì gli fu offerto di guidare il Comitato Nazionale Ucraino, che avrebbe dovuto essere creato in Germania, simile al Comitato di liberazione dei popoli della Russia del generale Andrej Andreevič Vlasov, comandante dell'Esercito russo di liberazione. Tutti i gruppi nazionalisti ucraini e persino l'Esercito Insurrezionale Ucraino fondato nel 1942 dovevano essere subordinati a questo comitato. Secondo alcuni storici ucraini, in risposta all'offerta di cooperazione dei tedeschi, Bandera pose una condizione: riconoscere l'Atto di Restaurazione dello Stato Ucraino e garantire la creazione dell'esercito ucraino come forza armata di uno stato separato, indipendente dalla Germania nazista. È noto che Bandera si rifiutò anche di guidare l'UNC e di partecipare alla sua creazione, citando il fatto che non voleva essere subordinato a Vlasov, che i nazisti volevano mettere a capo dei comitati uniti dei rappresentanti dei popoli dell'URSS. La parte tedesca non acconsentì a riconoscere l'indipendenza dell'Ucraina e non si raggiunse quindi un accordo con Bandera. Il 17 novembre 1944, la dirigenza dell'OUN(b) informò Alfred Rosenberg della creazione, avvenuta a luglio, del Consiglio di Liberazione Ucraino (UGVR), un parlamento clandestino guidato da Kyrylo Osmak. Bandera ritornò poi in Ucraina ponendosi alla guida dell'UPA, mentre l'UNC costituì invece un altro esercito, l'Ukraïns'ka Nacional'na Armija.
I tedeschi sovvenzionarono sia l'OUN-B di Bandera sia l'Esercito insurrezionale ucraino (UPA) con armi e munizioni, inviando agenti addestrati ad azioni di sabotaggio per agire con l'OUN-B dietro le linee sovietiche.
L'UPA continuò la politica dell'OUN-B. Viste solo successivamente le vere finalità annessioniste di Hitler, si rivolsero anche contro la Wehrmacht tedesca, combattendo al contempo l'Armata Rossa e l'Armia Krajowa polacca. A Kiev decine di membri dell'OUN vennero uccisi dai nazisti e lo stesso accadde in molte altre città ucraine e si ebbero diverse rappresaglie.
Con l'avanzata dei sovietici e lo sfaldalmento del fronte, Bandera fuggì in Germania, a Innsbruck (passando per Vienna e Praga) con l'aiuto dei servizi segreti tedeschi, dove rimase nascosto fino alla fine della guerra, vivendo in seguito in Germania Ovest. Partecipò con Jaroslav Stec'ko alla nascita del Blocco Anti-Bolscevico delle Nazioni. Nel 1955 fu rieletto a capo della OUN-B in esilio, dopo essersi precedentemente dimesso.

### Ritorsioni tedesche e sovietiche sulla famiglia
Bandera aderiva a un'ideologia fascista, antisemita e antipolacca ed era sostenitore della superiorità della razza ucraina, ma si opponeva anche all'occupazione dell'Ucraina da parte della Germania nazista, collaborando però con i tedeschi per combattere i sovietici.
Questo gli fruttò sia accuse di collaborazionismo da parte dei sovietici, sia di ambiguità da parte dei tedeschi. Oltre al suo arresto, la famiglia di Bandera subì diverse e pesanti ritorsioni da tedeschi, polacchi e sovietici, durante e dopo la guerra. Nel 1941 suo padre, il reverendo Andrij, fu condannato a morte da un tribunale militare sovietico e fucilato; dei sei fratelli e sorelle, Marta-Maria e Oksana vengono arrestate e imprigionate in un gulag, sempre nel 1941, per essersi rifiutate di fornire informazioni sul fratello e di cooperare con i sovietici (furono poi liberate nel 1960, ma non poterono ritornare, avendo un divieto di trasferimento; Marta morì in Siberia nel 1982, Oksana poté tornare in Ucraina solo nel 1989, e morì nel 2008), Aleksandr e Vasilij muoiono invece nel lager di Auschwitz nel 1942, assassinati da prigionieri polacchi nel reparto dei prigionieri di guerra, mentre Bogdan morì al fronte combattendo contro i tedeschi; nel 1946, con l'annessione piena dell'Ucraina all'URSS, Volodymyra, altra sorella, e suo marito, il reverendo Volodymyr Davydjuk, furono arrestati dalle autorità sovietiche e imprigionati in un gulag (Volodymyra fu liberata nel 1956 e tornò nel suo Paese).

Stepan Bandera, che dal 1945 risiedette in Germania, cambiando numerose residenze fino a stabilirsi a Monaco di Baviera con la moglie ed i figli, fu invece oggetto di una lunga serie di intimidazioni di matrice sovietica, fino all'attentato fatale del 1959. Viveva sotto falso nome, e la figlia intuì solo da adolescente la vera identità del padre.

### Morte e indagini

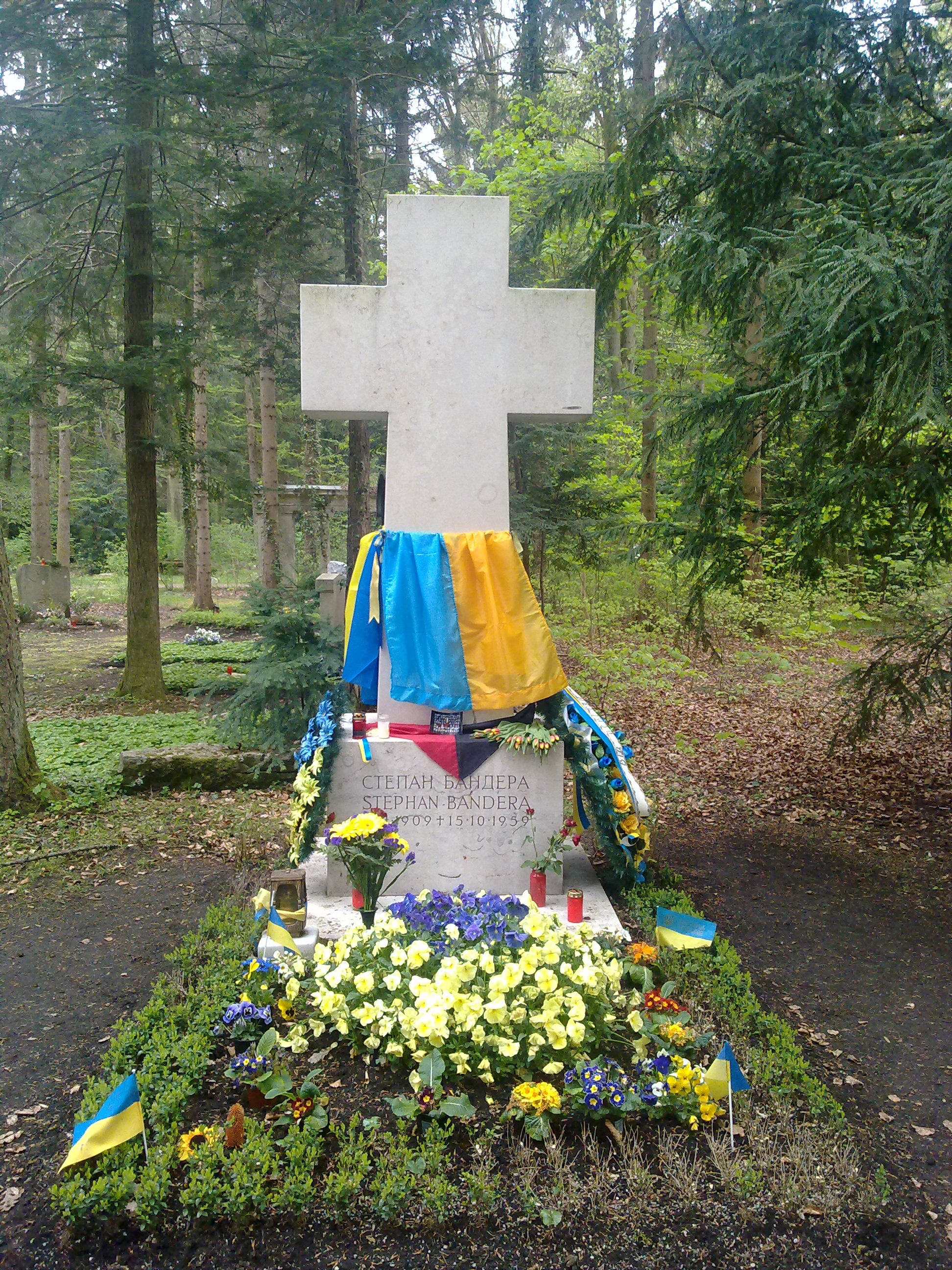
La tomba di Bandera a Monaco di Baviera

Il 15 ottobre 1959, all'ingresso della casa in Kreittmayrstraße n. 7 a Monaco di Baviera, fu trovato in una pozza di sangue, caduto dalle scale, ma ancora vivo; morì poco dopo. Dopo l'autopsia fu comunicato che la sua morte era dovuta ad avvelenamento da cianuro di potassio, di cui tenui tracce erano state rinvenute nel corpo. Bandera, che per prudenza aveva sei appartamenti a disposizione e li cambiava quasi ogni giorno, aveva una guardia del corpo, che era appena andata via dopo la fine del turno, ed era armato. Tuttavia l'assassino lo attese proprio sul pianerottolo e non ebbe tempo di estrarre la pistola per difendersi. Il 20 ottobre 1959 fu sepolto nel cimitero di Waldfriedhof a Monaco di Baviera. Sul luogo dell'omicidio non furono trovate tracce dell'assassino e si arrivò perfino a ipotizzare che Bandera fosse stato avvelenato con una capsula ingerita col cibo dell'ultimo pranzo o che si fosse suicidato, mentre la stampa sovietica suggerì che fosse stato assassinato da Theodor Oberländer, che era il ministro per le persone espulse, i rifugiati e le vittime di guerra del governo Adenauer della Repubblica Federale Tedesca, insinuando che Bandera fosse a conoscenza di presunte responsabilità di Oberländer nel pogrom di Leopoli del 1941.
Due anni più tardi, Bohdan Stachynskyi, agente del KGB, di origine polacco-ucraina, disertò mentre era nella DDR e si consegnò alle autorità della Germania Ovest, confessando di essere sia l'assassino di Bandera, sia di Lev Rebet, un altro nazionalista ucraino ucciso due anni prima, entrambi ammazzati con la stessa modalità: spruzzo del veleno sul viso tramite una pistola particolare (in dotazione ai servizi segreti sovietici), caricata con due fiale di vetro contenenti cianuro di potassio. Stachynskyi, nato nel 1931 nel villaggio di Borshchovychi, a circa 20 km da Leopoli, aveva accettato da giovane, nel 1948, di essere reclutato dai servizi segreti russi dopo esser stato arrestato, temendo altrimenti conseguenze per la sua famiglia, che era simpatizzante con il movimento nazionalista ucraino clandestino, ed ebbe come primo incarico quello di scoprire l'assassino dello scrittore comunista Iaroslav Halan, ucciso nel 1949 a Leopoli. Stachynskyi fu premiato a Mosca nel dicembre 1959 con l'Ordine della Bandiera Rossa per l'assassinio di Bandera, ottenendo anche il permesso di sposare una ragazza conosciuta a Berlino, permesso difficilmente ottenibile per un agente segreto.
Tuttavia i frequenti viaggi in Germania Ovest di Stachynskyi, durante le preparazioni degli attentati, gli fecero sorgere dubbi sulla validità della sua scelta e lo convinsero a disertare assieme alla moglie. Mentre Stachynskyi era trattenuto e interrogato dai servizi segreti occidentali, il suo ex superiore nella DDR organizzò a Berlino Est una conferenza stampa con 130 giornalisti, durante la quale Gerhard Kehl, tenente colonnello della STASI, spiegò che Bandera era stato ucciso non in conseguenza dei suoi crimini, ma per impedire che venissero resi noti i crimini del generale Gehlen, capo dei servizi di controspionaggio della Germania Ovest (BND), che secondo Kehl era il mero successore dello spionaggio nazista; Bandera sarebbe stato ucciso da un membro del OUN, obbligato a ciò dal BND e poi deceduto per cause naturali.

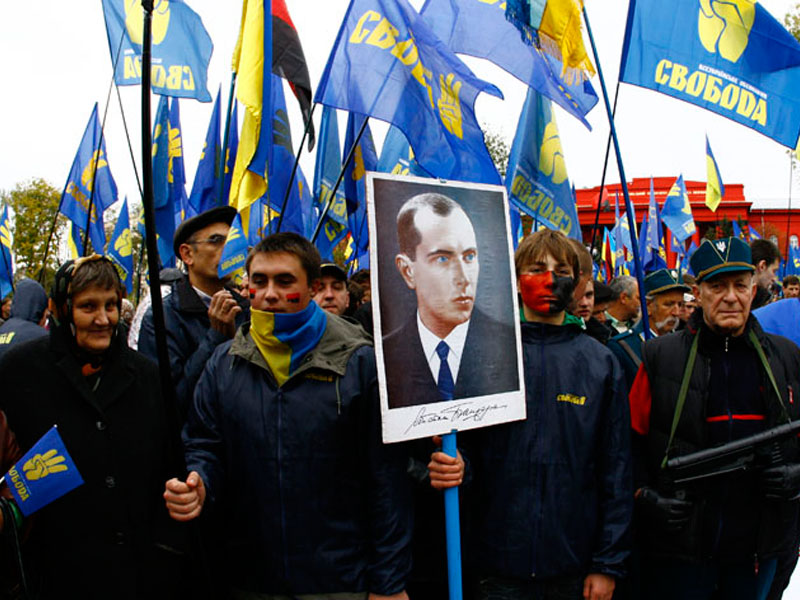
Manifestanti di Svoboda, partito che con Pravyj Sektor si rifà all'ideologia del politico nazionalista, con l'immagine di Bandera (Kiev, 2009)

Il 17 novembre, dietro richiesta di Kennedy, il cancelliere tedesco Adenauer formalmente annunciò la diserzione in agosto di Stachynskyi e la sua responsabilità nei due omicidi, a cui immediatamente seguirono le contestazioni da parte sovietica, con l'accusa che in realtà si intendesse coprire il passato nazista di Theodor Oberländer; ne seguì un'accesa campagna contro il ministro, accusato di un passato di crimini nazisti. Dopo un'indagine approfondita da parte delle autorità tedesco-occidentali, si svolse il processo a Stachynskyi tra l'8 e il 15 ottobre 1962 a Karlsruhe e il 19 ottobre costui fu condannato a soli 8 anni di reclusione, in quanto rese una piena confessione ricca di dettagli e rivelò i mandanti, per l'imputazione di omicidio colposo. La Corte suprema tedesca di Karlsruhe affermò inoltre che Shelepin, capo del KGB, e Chruščëv fossero i principali responsabili dell'omicidio di Bandera, pur senza esprimere parole di condanna nei loro confronti e in accordo alla retorica della guerra fredda: l'URSS fu paragonata alla Germania nazista e Stachynskyi ad Adolf Eichmann. Stachynskyi scontò due terzi della pena prima di essere liberato.
La moglie e i figli di Bandera, poco dopo, emigrarono in Canada, a Toronto, dove oggi vivono ancora i discendenti.

## Ideologia

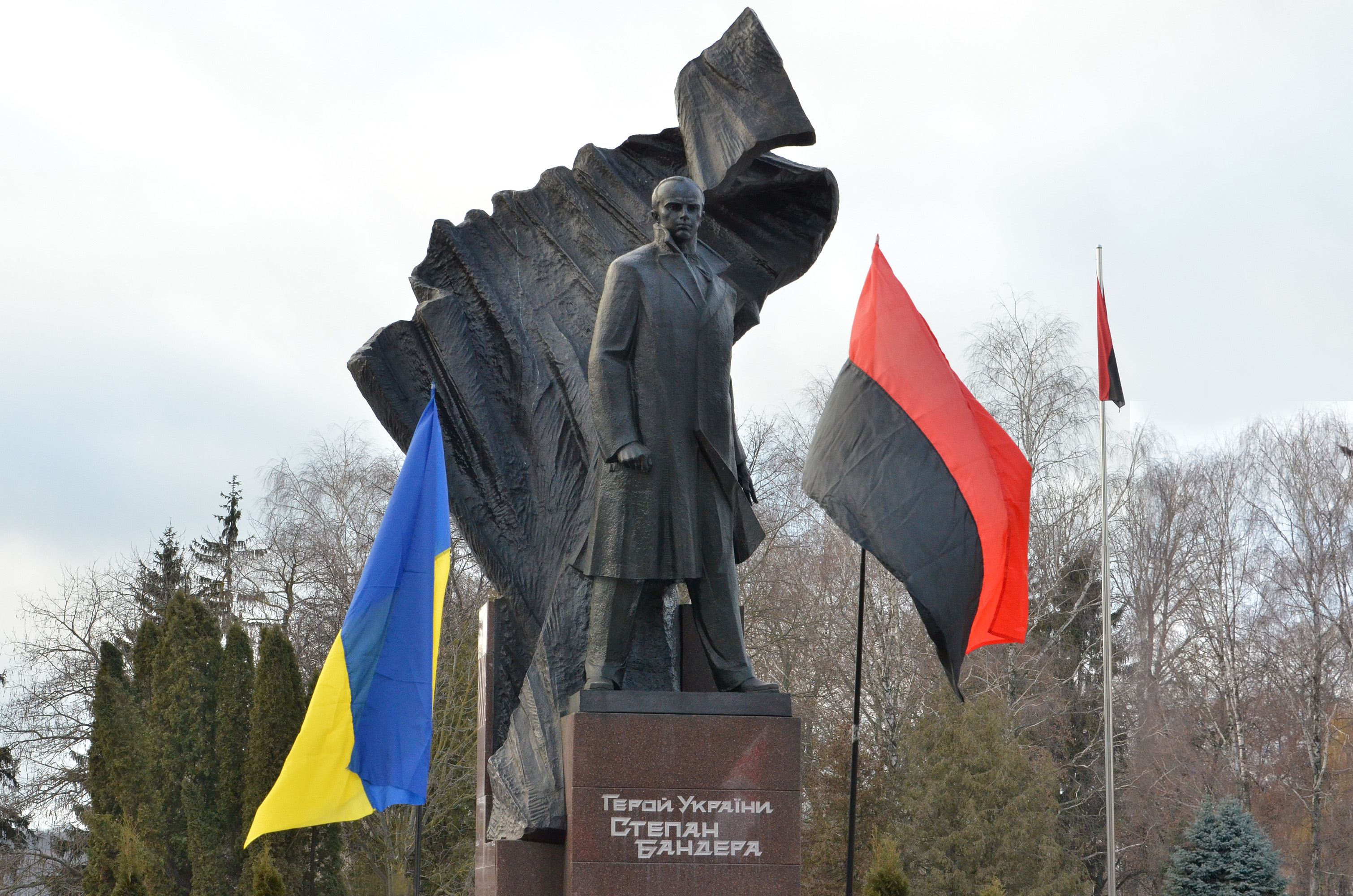
Monumento a Stepan Bandera a Ternopil'

Bandera e l'OUN, analogamente ai nazisti, sostenevano pratiche di riproduzione selettiva volte alla creazione di una razza ucraina "pura" e, tramite operazioni di pulizia etnica ai danni di ebrei, polacchi, russi e ungheresi, volevano creare uno Stato monoetnico gestito da una dittatura dei leader dell'OUN. Nel documento del Secondo Grande Congresso dei Nazionalisti Ucraini, l'OUN dichiarava di lottare "per un'organizzazione sistematica della salvezza nazionale da parte dell'autorità statale ucraina e per la crescita e la forza della razza ucraina [...] per la distruzione della schiavitù, per la rovina della prigione moscovita delle nazioni, per la rovina dell'intero sistema comunista". Nel Terzo Congresso, tenuto mentre Bandera era in prigionia, l'OUN proclamò formalmente la libertà di parola e "il pieno diritto delle minoranze nazionali a coltivare la propria cultura nazionale nella forma e nel contenuto" nonché "l'uguaglianza di tutti i cittadini, indipendentemente dalla loro nazionalità, nei diritti e nei doveri statali e pubblici"; secondo Igor Losev, Bandera non accettò pienamente le decisioni dell'Assemblea, temendo l'erosione della "monoliticità ideologica e organizzativa del movimento", di cui era diventato il simbolo. Ciò portò a nuovi scontri ideologici nel dopoguerra, quando le pratiche di lotta della OUN clandestina sotto il governo sovietico erano molto più inclini alle decisioni della Terzo Congresso, rispetto alla parte emigrata dell'organizzazione di cui lui faceva parte.
Secondo Grzegorz Rossoliński-Liebe l'OUN sentiva un'affinità ideologica con il fascismo italiano e il nazionalsocialismo. La visione del mondo di Bandera sarebbe stata "plasmata da numerosi valori e concetti di estrema destra tra cui l'ultranazionalismo, il fascismo, il razzismo e l'antisemitismo; dal fascino per la violenza; dalla convinzione che solo la guerra potesse stabilire uno Stato ucraino; e dall'ostilità nei confronti di democrazia, comunismo e socialismo. Come altri giovani nazionalisti ucraini, ha combinato l'estremismo con la religione e ha usato la religione per sacralizzare la politica e la violenza". Volodymyr V"jatrovyč e altri storici ucraini hanno invece sostenuto che Bandera avesse preso nei suoi scritti e discorsi le distanze dal nazionalsocialismo e dal fascismo.
Secondo Per Anders Rudling "L'OUN condivideva gli attributi fascisti dell'anti-liberalismo, dell'anti-conservatorismo e dell'anticomunismo, del partito armato, il totalitarismo, l'antisemitismo, il Führerprinzip e l'adozione dei saluti fascisti. I suoi leader hanno sottolineato con entusiasmo a Hitler e Ribbentrop di condividere la Weltanschauung nazista e l'impegno per una Nuova Europa fascista."

Lo storico statunitense Timothy D. Snyder ha descritto Bandera come un fascista che "mirava a fare dell'Ucraina una dittatura fascista a partito unico senza minoranze nazionali" e che "terroristi come Stepan Bandera furono formati non dagli imperi prebellici, ma dall'ideologia fascista e dall'esperienza della discriminazione nazionale in Polonia". Tuttavia nel suo testo Prospettive della rivoluzione ucraina, Bandera si espresse contro il monopartitismo e il totalitarismo: 

### Antisemitismo
Il 10 agosto 1940, Bandera scrisse una lettera ad Andrij Mel'nyk dicendo che avrebbe accettato la guida dell'OUN da parte di Mel'nyk, a patto che espellesse i "traditori" presenti nella leadership. Uno di questi era Mykola Stsibors'kyi, che Bandera accusava di assenza di "moralità ed etica nella vita familiare" per aver sposato una donna ebrea, e in particolare una "sospetta" ebrea russa. Nel giugno 1941, Jaroslav Stec'ko inviò a Bandera un rapporto in cui affermava: "Stiamo creando una milizia che aiuterà a rimuovere gli ebrei e a proteggere la popolazione". "Deporremo le vostre teste ai piedi di Hitler", proclamava un pamphlet banderista agli ebrei ucraini.

## Eredità politica

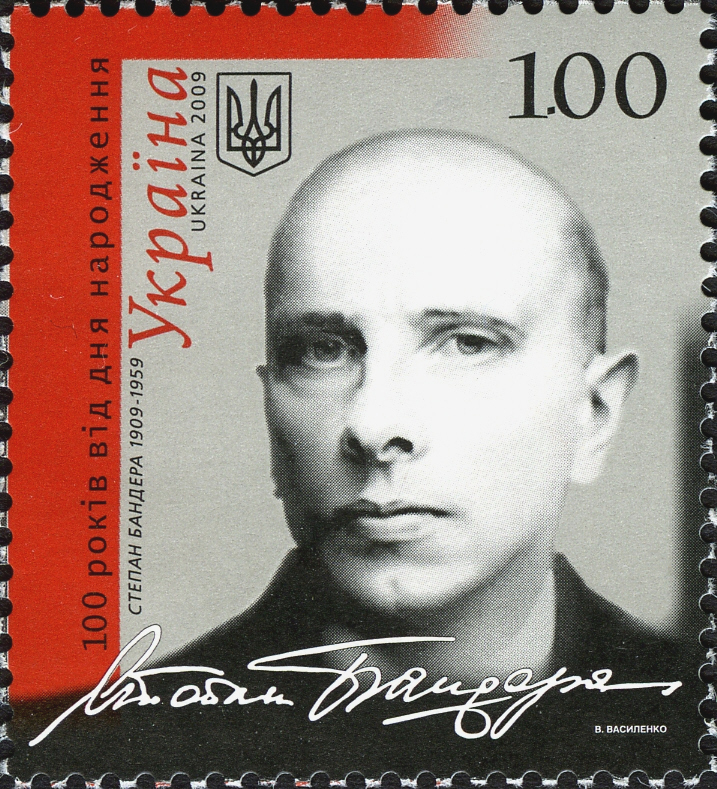
Bandera su un francobollo ucraino del 2009

Nel gennaio 2010 Bandera fu insignito, postumo, dell'onorificenza di Eroe dell'Ucraina dal presidente Viktor Juščenko, esponente di Ucraina Nostra, alla presenza del nipote Stepan Bandera jr. Questa decisione fu criticata dall'Unione europea, che ne auspicava una revisione affinché l'Ucraina mantenesse il suo impegno nei confronti dei valori europei, dall'organizzazione ebraica per la memoria dell'Olocausto Simon Wiesenthal Center, e dal governo russo. Il Consiglio di Stato della Repubblica di Crimea annunciò ricorso alla Corte costituzionale dell'Ucraina contro la decisione, ma tale ricorso fu dichiarato inammissibile il 5 aprile 2010. Nell'aprile dello stesso anno, la Corte amministrativa distrettuale di Donec'k dichiarò nullo il decreto d'intitolazione, in quanto Bandera non ebbe mai ufficialmente la cittadinanza ucraina poiché fu un cittadino dell'Impero austro-ungarico, della Seconda Repubblica di Polonia e poi un apolide, ma non ebbe mai la cittadinanza della Repubblica Socialista Sovietica Ucraina, predecessore legale dello Stato ucraino attuale; un ricorso contro questa sentenza fu respinto dal Tribunale Amministrativo Superiore dell'Ucraina nel gennaio 2011, rendendo la decisione definitiva. La sentenza fu sostenuta dal nuovo presidente Viktor Janukovyč.
Secondo The Jerusalem Post, a seguito della rivoluzione ucraina del 2014 l'opinione pubblica nei riguardi di Stepan Bandera e altri collaborazionisti è stata sempre più positiva. Nell'autunno del 2014, sulla stessa linea di "riabilitazione" di Bandera, il presidente Petro Porošenko, esponente di Solidarietà Europea, sostituì il Giorno dei difensori della Patria del 23 febbraio con la "Giornata dei difensori dell'Ucraina" che si festeggia il 14 ottobre, data anniversario della fondazione dell'Esercito insurrezionale ucraino (UPA). Nel 2015 il Parlamento ucraino riabilitava l'operato dell'OUN e dell'UPA, definendolo "lotta per l'indipendenza ucraina" e istituendo due giorni di festa nazionale: il 1º gennaio e il 14 ottobre, rispettivamente la data di nascita di Stepan Bandera e della formazione dell'UPA. In polemica con questi riconoscimenti, il Senato polacco nel 2016 ha definito “genocidio” i massacri dei polacchi di Volinia, sterminati dall'OUN-UPA, fondato da Bandera, nel 1943-1944 e ha invitato la Sejm, la camera bassa, a stabilire l'11 luglio quale ricorrenza nazionale in ricordo delle “vittime del genocidio”.
Nel marzo 2019 il presidente Porošenko ha ufficialmente riconosciuto ai volontari dell'UPA lo status di veterani di guerra, al pari dei veterani dell'Armata Rossa.
Nell'agosto 2019 il Parlamento ucraino ha respinto una mozione che chiedeva d'insignire nuovamente Bandera del titolo di Eroe dell'Ucraina.
Il presidente Volodymyr Zelens'kyj, di origine ebraica e i cui bisnonni furono vittime dell'Olocausto, in un'intervista a RBC Ucraina dell'aprile 2019, ha affermato che: "Ci sono eroi indiscussi. Stepan Bandera è un eroe per una parte degli ucraini, è normale, benissimo. È una di quelle persone che hanno difeso la libertà dell'Ucraina". Al contempo sostiene però che gli sono già intitolate abbastanza opere pubbliche a suo avviso e che preferirebbe commemorare anche eroi più vicini al nostro tempo ("eroi di oggi", "eroi che uniscono l'Ucraina oggi").
A Kiev, ogni 1º gennaio, viene organizzata una fiaccolata in onore di Bandera. Nel 2021, in relazione a questo evento, l'ambasciatore israeliano ha dichiarato: "Condanniamo fermamente qualsiasi glorificazione dei collaboratori del regime nazista".
Il 1º gennaio 2022 il Parlamento ucraino, citando una dichiarazione di Bandera, affermò che: "la vittoria completa e suprema del nazionalismo ucraino avverrà quando l'Impero russo cesserà di esistere", e che il comandante in capo delle Forze armate ucraine Valerij Zalužnyj "aveva ben presenti" queste raccomandazioni di Bandera.
Numerose piazze e vie sono a lui intitolate in Ucraina, inoltre sono state innalzate anche delle statue che lo ritraggono. Oltre ai monumenti nell'Ucraina occidentale, a Bandera è anche dedicato un piccolo museo a Londra. Nel settembre 2022 una strada che era stata intitolata a Otto Schmidt a Dnipro è stata rinominata in onore di Bandera. Nel dicembre 2022 a seguito della controffensiva ucraina su Izjum, in questa città "via Pushkin" è stata rinominata "via Stepan Bandera".